# Taxi 109
I Taxi 109 sono un gruppo reggae italiano nato nel 2000 da una evoluzione di una crew precedentemente fondata nel 1992. Repertorio completamente originale prevalentemente cantato in italiano, ed orientato su ambienti reggae - rocksteady – ragga.
La rivista specializzata Mucchio Selvaggio ha definito in una recensione di alcuni anni fa lo stile dei Taxi 109 come "Combat Reggae".

## Collaborazioni ed eventi
Due featuring con artisti giamaicani (Tanya Stephens e Delly Ranks) e relativo tour promozionale con T. Stephens. Aperture di concerti di: Africa Unite, Pitura Freska, Modena City Ramblers e Subsonica. Quattro apparizioni al Rototom Sunsplash italiano.
Due finali nazionali nei concorsi per musicisti "Emergenza Rock" a Roma e "ZeroWatt" a Faenza. Partecipazione al Neapolis nel 2005.

## Formazione
- Fabio Junia Bonaldo - voce
- Luca Joss Viani - chitarra
- Umberto Nocera e Angelo Morrone- basso
- Vittorio De angelis - batteria
- Franz Damiani - Sax Baritono e Conga
- Gino Canini - tromba, flicorno e tastiere

## Discografia

### Album
- 1997 - Rasta Family
- 1999 - Le cose semplici
- 2000 - Libera
- 2005 - Taxi 109
- 2009 - Every Day People
- 2016 - "1996-2016 Songs"
- 2017 - "A son of Zion"

### Singoli
- 1994 - Doppio Muffin’
- 1995 - Funky Reggae
- 2000 - Unica (singolo per compilation, etichetta Rasta Snob)
- 2001 - Jamaica i Love You (singolo per compilation, etichetta Rasta Snob)
- 2002 - I Wish (singolo per compilation, etichetta Rasta Snob)
- 2003 - Legalizzala (singolo per compilation, etichetta Reska)
- 2004 - Sento che (singolo per compilation, etichetta Rasta Snob)
- 2005 - Fragole arancioni
- 2005 - Non è mai
- 2007 - Tu non hai e Daje Silecta (singoli in versione cd e vinile in uscita nel maggio 2008)